# Mare Dibabaová
Mare Dibabaová, nepřechýleně Mare Dibaba (* 20. října 1989 Oromie), je etiopská atletka, která se věnuje maratonskému běhu, mistryně světa z roku 2015.

## Sportovní kariéra
Svůj první maraton absolvovala v roce 2010 v Římě v čase 2:25:38. Na začátku roku 2012 si vylepšila osobní rekord na 2:19:52. Na olympiádě v Londýně ve stejném roce doběhla do cíle maratonu 23. Největším úspěchem se pro ni zatím stalo vítězství v maratonu na mistrovství světa v Pekingu v roce 2015.
Při olympijském maratonu v Rio de Janeiro v roce 2016 doběhla třetí. Na mistrovství světa v Londýně o rok později doběhla do cíle osmá.